# Тајна маренда
Тајна маренда је први студијски албум црногорске групе Monteniggers који је издат 1996. године за Комуну на аудио-касету и -у. Музику за прву песму је радио Dr. Dre.

## Списак песама
| №   | Назив           | Текст                                       | Трајање |  |
| 1.  | Пасји пас       | Игор Лазић                                  | 3:51    |  |
| 2.  |                 | Игор Лазић, Душко Николић и Небојша Савељић | 3:54    |  |
| 3.  | Поп             | Душко Николић                               | 4:17    |  |
| 4.  |                 | Игор Лазић, Душко Николић и Небојша Савељић | 3:58    |  |
| 5.  | Ђекна           | Душко Николић                               | 4:09    |  |
| 6.  | Мала плава      | Игор Лазић                                  | 3:26    |  |
| 7.  | Бљумп           | Игор Лазић, Душко Николић и Небојша Савељић | 3:34    |  |
| 8.  | Lorry           | Игор Лазић                                  | 5:16    |  |
| 9.  | Млади пистолеро | Игор Лазић и Небојша Савељић                | 4:09    |  |
| 10. | Писмо           |                                             | 4:11    |  |